# Akoya

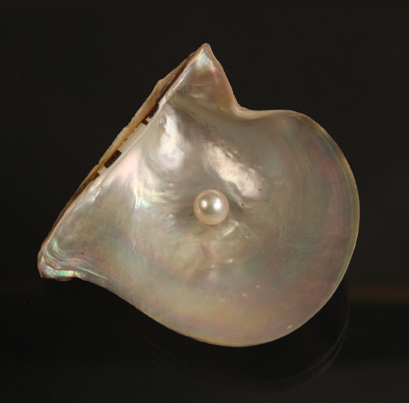
Perla Akoya

Akoya (japonsky 阿古屋貝, Akoya-gai, vědecky: Pinctada fucata martensii) patří k nejznámějším druhům perel.
Akoya perly jsou téměř dokonale kulaté a mají krásný zářivý lesk. Vyskytují se v Japonsku a byly to právě perly Akoya, které byly použity pro první kultivaci umělých perel kulatého tvaru. Termín perly Akoya byl v průmyslu přijat pro označení perel, které se nyní pěstují i v Číně, Jižní Koreji, Vietnamu a v Austrálii. Označení Japonské perly Akoya je používáno pro perly pěstované v Japonsku. Velikost: 2 – 11 mm, nejčastěji 6 – 8 mm.

## Perlotvorky
Akoya perlotvorky, ať už japonské, čínské nebo australské, mají stejné vlastnosti. Tyto perlotvorky uměle produkují menší perly než jiní mořští měkkýši. V teplejších měsících je depozice perleti rychlejší, zatímco v chladnějších měsících, zejména v Japonsku, je metabolismus měkkýšů pomalejší a depozice se výrazně zpomalí.

## Vlastnosti
- Tvar: Dokonale kulatý – kultivace perel Akoya probíhá metodou kulatých korálků. Jiné tvary jako kapky nebo ovály jsou méně časté.[2]
- Barva: Nejčastěji bílá, může být i s mírným růžovým nebo stříbrným nádechem. Přirozeně se vyskytující Akoya perly jsou bílé, stříbrné, modré, žluté a smetanové, s odstíny růžové, stříbrné a zelené.
- Lesk: Nejdůležitějším hodnotícím faktorem při třídění perel Akoya. Je ovlivněn stupněm průniku světla na povrch – nejvíce ceněné jsou ty, na kterých se světlo odráží jako v zrcadle.